# Пыльваский район
Пыльваский район — административно-территориальная единица в составе Эстонской ССР, существовавшая в 1950—1991 годах. Центр — Пыльва. Население по переписи 1959 года составляло 22,7 тыс. чел. Площадь района в 1955 году составляла 959,6 км².

## История
Пыльваский район был образован в 1950 году, когда уездное деление в Эстонской ССР было заменено районным. В 1952 году район был включён в состав Тартуской области, но уже в апреле 1953 года в результате упразднения областей в Эстонской ССР район был возвращён в республиканское подчинение.
14 апреля 1961 году к Пыльваскому району были присоединены Алакюлаский, Лээвиский, Линтеский, Микитамяэский, Сууреметсаский, Вериораский, Вярскаский сельсоветы и посёлок Ряпина упразднённого Ряпинаского района.
В 1991 году Пыльваский район был преобразован в уезд Пылвамаа.

## Административное деление
В 1955 году район включал 9 сельсоветов: Ахьяский, Вастсе-Куустеский, Канепиский, Кауксиский, Мустайыэский, Периский, Пыльваский (центр — Маммасте), Расинаский, Хиатаруский (центр — Кыллесте).